# 秦瓛
秦瓛（1444年—1497年），字廷贄，直隸蘇州府崑山縣人，匠籍，明朝政治人物。進士出身。

## 生平
早年出身國子生，舉應天府鄉試第十五名。成化十一年（1475年）乙未科會試第二百十一名，殿試登進士第二甲第七十名。升任陞貴州按察副使。

## 家族
曾祖父秦勝四。祖父秦昂。父亲秦恭。